# Немцев, Александр Фёдорович
Алекса́ндр Фёдорович Не́мцев (1 августа 1914, Никольская Слобода, Макарьевский уезд, Нижегородская губерния, Российская империя — 24 ноября 1987, Йошкар-Ола, Марийская АССР, РСФСР, СССР) — советский административный и партийный деятель, педагог. Министр просвещения Марийской АССР (1964—1970). Участник Великой Отечественной войны. Член ВКП(б).

## Биография
Родился 1 августа 1914 года в дер. Никольская Слобода ныне Юринского района Марий Эл в крестьянской семье.
В 1931—1937 годах работал учителем начальных классов, инспектором Наркомата просвещения Марийской АССР. В 1941 году окончил Марийский педагогический институт имени Н. К. Крупской.
В августе 1941 года призван в РККА. Участник Великой Отечественной войны: курсант Подольского пехотного училища, участник боёв под Москвой, затем командир взвода и роты 6-й гвардейской мотострелковой механизированной бригады, гвардии старший лейтенант, участник Сталинградской битвы. В октябре 1943 года комиссован по ранению. Награждён орденами Красной Звезды и Отечественной войны I степени.
Вернувшись домой, с 1944 года заступил на партийную работу в Марийском обкоме ВКП(б): лектор и руководитель лекторской группы, с 1949 по 1963 год — заведующий отделом пропаганды и агитации. В 1948 году окончил Высшую партийную школу при ЦК ВКП(б). С 1963 года был заведующим идеологическим отделом по сельскому хозяйству Марийского обкома КПСС.
В 1964—1970 годах был министром просвещения Марийской АССР.
В 1955—1967 годах избирался депутатом Верховного Совета Марийской АССР IV—VI созывов.
Его многолетняя административная, партийная и депутатская деятельность отмечена орденами Трудового Красного Знамени, Красной Звезды, медалями, а также 3-мя почётными грамотами Президиума Верховного Совета Марийской АССР.
Ушёл из жизни 24 ноября 1987 года в Йошкар-Оле.

## Награды
- Орден Трудового Красного Знамени (1951)[1][2]
- Орден Отечественной войны I степени (06.04.1985)[4]
- Орден Красной Звезды (1946)[1][2]
- Орден Красной Звезды (06.11.1947)[4]
- Медаль «За оборону Москвы»[4]
- Медаль «За победу над Германией в Великой Отечественной войне 1941—1945 гг.» (09.05.1945)[4]
- Медаль «За доблестный труд. В ознаменование 100-летия со дня рождения Владимира Ильича Ленина»
- Почётная грамота Президиума Верховного Совета Марийской АССР (1946, 1957, 1964)[1][2]